# Capidava annulipes
Capidava annulipes là một loài nhện trong họ Salticidae.
Loài này thuộc chi Capidava. Capidava annulipes được Lodovico di Caporiacco miêu tả năm 1947.